# Сандерсвил (Џорџија)
Сандерсвил (Џорџија) (енгл. Sandersville) град је у америчкој савезној држави Џорџија. По попису становништва из 2010. у њему је живело 5.912 становника.

## Демографија
Према попису становништва из 2010. у граду је живело 5.912 становника, што је 232 (3,8%) становника мање него 2000. године.
| Група             | 2000.         | 2010.         |
| Белци             | 2.439 (39,7%) | 2.139 (36,2%) |
| Афроамериканци    | 3.627 (59,0%) | 3.588 (60,7%) |
| Азијати           | 37 (0,6%)     | 44 (0,7%)     |
| Хиспаноамериканци | 15 (0,2%)     | 84 (1,4%)     |
| Укупно            | 6.144         | 5.912         |